# Charles Xavier Thomas

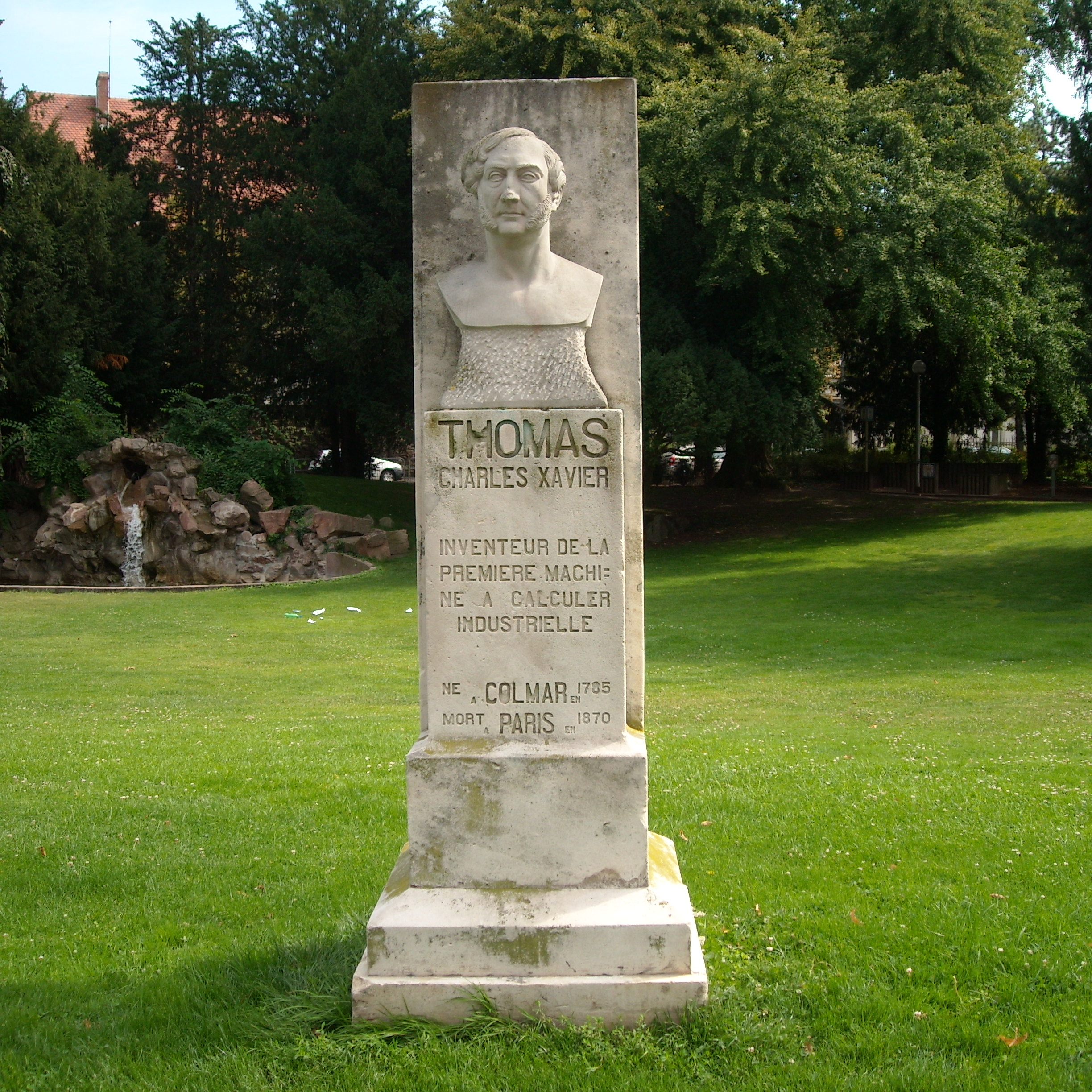
Charles Xavier Thomas

Charles Xavier Thomas de Colmar (ur. 1785, w Colmarze w Alzacji, we Francji, zm. 1870, w Paryżu) – francuski wynalazca i matematyk, główny dyrektor towarzystwa ubezpieczeniowego Phénix (wrzesień 1819 – 1820), założyciel towarzystwa ubezpieczeniowego Le Soleil (grudzień 1829) oraz l'Aigle (1843) w Paryżu. Znany z zaprojektowania i skonstruowania arytmometru - pierwszego masowo produkowanego mechanicznego kalkulatora.
Thomas zaprojektował arytmometr w latach 1808–1812, służąc w armii napoleońskiej w Hiszpanii. W roku 1820 przystąpił do budowy pierwszego egzemplarza, który ukończył w roku 1822. Thomas zaprezentował go francuskiemu Towarzystwu Popierania Przemysłu Krajowego. Nie uzyskał jednak rządowego wsparcia i w ciągu następnych 20 lat nie skonstruował kolejnego egzemplarza. W 1844 roku powrócił do pomysłu i skonstruwał kilka przenośnych egzemplarzy, które w 1850 wysłał do władców Europy. Od 1851 roku rozpoczął masową produkcję i w ciągu 25 lat sprzedał około 1500 egzemplarzy (40% we Francji, reszta została wyeksportowana). Thomas ulepszał swój model do końca życia, kolejne ulepszenia wprowadzał jego syn Thomas de Bojano, a także wnukowie. W 1878 kopie arytmometru skonstruował Burkhardt, następnie Layton (1883). W kolejnych latach pojawiło się kilka konkurencyjnych modeli, ale dopiero około 1900 roku stały się one bardziej popularne niż oryginalny model Thomsona.
Standardowy model liczył na liczbach 16-20 cyfrowych; na wystawę paryską z 1855 roku Thomas stworzył unikatowy model 30-cyfrowy, który miał 12 metrów długości. W Anglii na licencji Thomasa arytmometry produkowała firma Tate, w Niemczech M. Burkhardt. 
Wynalazca otrzymał za swe prace order Legii Honorowej i prawo dodawania do nazwiska „de Colmar”.